# Joseph Havard
Joseph Havard est un prélat catholique français né le 2 novembre 1790 à Thourie et mort le 5 juillet 1838 au Viêt Nam.